# Fiction Express Education
Fiction Express és una companyia del sector educatiu que proposa una plataforma digital de competència lingüística basada en la cocreació de novel·les entre estudiants i autors professionals.
Fundada per Sven Huber i Cristina Puig el 2011, l'empresa es troba en 8.000 centres educatius de 60 països, on fan servir la plataforma més de 1.200.000 estudiants. La seu central es troba a Barcelona, però l'empresa també té oficines a El Salvador i al Regne Unit. En català, uns 100.000 estudiants de primària i secundària utilitzen la plataforma en 350 escoles, tant públiques com concertades.

## La plataforma
Dissenyada per a estudiants d'entre 9 i 16 anys, la plataforma ofereix llibres, activitats i dades relacionades amb la competència lingüística i la comprensió lectora de l'alumnat. Actualment, ofereix continguts en castellà, català i anglès.

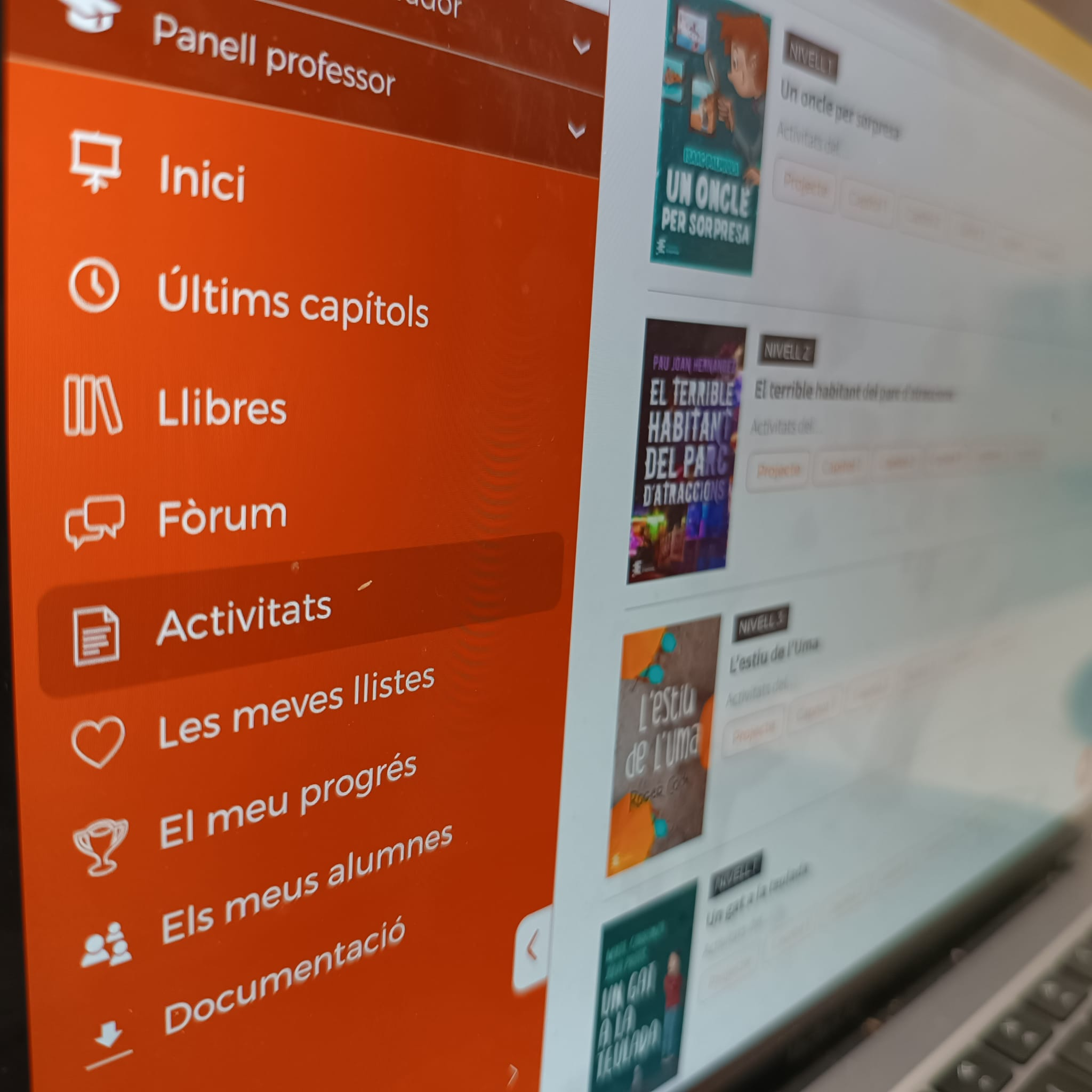
Pantalla principal de la plataforma en la versió en català.

Fiction Express col·labora amb autors professionals, que hi escriuen històries en format digital de 5 capítols, a raó d'un capítol setmanal. Al final de cada capítol, els lectors tenen l'oportunitat de votar sobre la direcció que hauria de prendre la trama. Els resultats d'aquestes votacions s'envien a un autor professional, natiu, que escriu el següent capítol en concordança amb l'opció més votada pels lectors. Aquest procés es repeteix fins que la història arriba a la seva conclusió. Aquestes històries, originals i només disponibles a la plataforma, un cop acabades es queden guardades a la biblioteca virtual, on l'estudiant no pot votar ni interactuar amb l'autor però sí llegir i realitzar les activitats proposades per a cada capítol. Hi han cocreat històries autors i autores com Jordi Sierra i Fabra, Maite Carranza, Patricia Rojo, Francesc Miralles, Adam Bushnell o Muriel Villanueva.
Al final de cada capítol, després de votar, cada estudiant pot realitzar un test de 10 preguntes de comprensió lectora referencial, realitzar activitats de totes les dimensions del llenguatge proposades per la mateixa plataforma i treballar un projecte transversal durant la lectura i cocreació del llibre.

## Fòrum interactiu
L'interacció de l'autor amb els estudiants també es materialitza en un fòrum en directe entre l'autor i els lectors. En aquest espai, la temàtica de la conversa, que sempre la inicia l'autor, es premien els millors comentaris que donen accés a una trobada virtual amb l'autor o autora.

## Dades
La plataforma recull dades relacionades amb el rendiment lector de cada estudiant que l'empra. Els professors o responsables educatius poden accedir a rúbriques detallades amb les dades de cada estudiant. Això permet detectar difiicultats en l'aprenentatge.